# Bąblowica
Bąblowica, echinokokoza (łac. echinococcosis cystica) – pasożytnicza choroba odzwierzęca wywoływana przez onkosfery różnych gatunków bąblowców (Echinococcus), głównie tasiemca bąblowcowego (E. granulosus) oraz bąblowca wielojamowego (E. multilocularis), a w niektórych regionach również: E. canadensis, E. equinus, E. felidis, E. oligarthrus, E. ortleppi, E. shiquicus oraz E. vogeli.

## Klasyfikacja ICD-10
| Kod choroby   | Nazwa choroby                                                               |
| ------------- | --------------------------------------------------------------------------- |
| ICD-10: B67.0 | Bąblowica wątroby wywołana przez E. granulosus                              |
| ICD-10: B67.1 | Bąblowica płuc wywołana przez E. granulosus                                 |
| ICD-10: B67.2 | Bąblowica kości wywołana przez E. granulosus                                |
| ICD-10: B67.3 | Bąblowica wywołana przez E. granulosus, o innym i mnogim umiejscowieniu     |
| ICD-10: B67.4 | Bąblowica wywołana przez E. granulosus, nie określona                       |
| ICD-10: B67.5 | Bąblowica wątroby wywołana przez E. multilocularis                          |
| ICD-10: B67.6 | Bąblowica wywołana przez E. multilocularis, o innym i mnogim umiejscowieniu |
| ICD-10: B67.7 | Bąblowica wywołana przez E. multilocularis, nie określona                   |
| ICD-10: B67.8 | Bąblowica wątroby, nie określona                                            |
| ICD-10: B67.9 | Bąblowica inna i nieokreślona Bąblowica BNO                                 |

## Etiologia
Choroba wywoływana jest przez onkosfery (tj. larwalne formy inwazyjne) różnych gatunków tasiemców zaliczanych do rodzaju bąblowiec (Echinococcus). Jaja bąblowców (zawierające onkosfery) są bardzo odporne na niskie temperatury. Potrafią przeżyć 96 godzin w −70 °C oraz nawet 54 dni w −27 °C. W klimacie umiarkowanym, przy odpowiedniej wilgotności mogą one przetrwać w środowisku zewnętrznym nawet rok. Poszczególne gatunki bąblowców różnią się zasięgiem występowania, zaś w ich cyklach życiowych występują inni żywiciele pośredni (których człowiek zastępuje jako żywiciel przypadkowy) oraz żywiciele ostateczni (na których pasożytują dorosłe osobniki). We wszystkich przypadkach jednak zakażenie następuje najczęściej drogą pokarmową.
| Gatunek                                   | Występowanie | Żywiciele pośredni | Żywiciele ostateczni |
| ----------------------------------------- | --- | --- | --- |
| tasiemiec bąblowcowy (E. granulosus)      | gatunek kosmopolityczny, m.in.: basen Morza Śródziemnego, Afryka, Bliski Wschód, Azja Środkowa, północno-wschodnie Chiny, Australia, Nowa Zelandia, Meksyk, Chile i Urugwaj | owca domowa, niekiedy również koza domowa, bydło domowe, wół domowy, jak zwyczajny oraz świniowate (m.in. świnia domowa, dzik euroazjatycki i guziec) i inne kopytne (m.in. wielbłądowate, koniowate i jeleniowate), rzadziej królik europejski, walabie i kangury oraz koty | niektóre psowate (m.in. pies domowy, wilk szary, szakal złocisty, dingo australijski i różne gatunki lisów), rzadziej kotowate (m.in. kot domowy, lew afrykański, hieny) lub inne drapieżniki                                                                                          |
| bąblowiec wielojamowy (E. multilocularis) | półkula północna, od strefy umiarkowanej do podbiegunowej; jego obecność stwierdzono także na norweskim Spitsbergenie                                                       | drobne gryzonie z rodziny karczowników (najczęściej karczownik ziemnowodny, nornik zwyczajny, nornica ruda i piżmak amerykański) | lisy z rodzaju Vulpes (najczęściej lis rudy i lis polarny, rzadziej lis stepowy i lis tybetański) oraz inne dzikie psowate występujące na półkuli północnej (wilk szary, jenot azjatycki, kojot preriowy), a na niektórych obszarach również psy, rzadziej koty albo inne drapieżniki. |
| E. canadensis                             | | jeleniowate (m.in. renifer tundrowy), wielbłądowate, bydło, bizon amerykański, świniowate (m.in. świnia domowa i dzik euroazjatycki), piżmowół arktyczny, kozioł śnieżny, oraz małe przeżuwacze                                                                              | niektóre psowate (m.in. pies domowy) |
| E. equinus                                | m.in. Afryka | konie (m.in. koń domowy, osioł zwyczajny i zebry), wari rudy i lemur katta; eksperymentalnie udało się zainfekować owcę domową | niektóre psowate (m.in. pies domowy i szakal czaprakowy) |
| E. felidis                                | m.in. Afryka | zebra stepowa, gnu, niektóre świniowate (m.in. guziec, dzikan), hipopotam nilowy, bawół afrykański i niektóre antylopy | lew afrykański i hieny |
| E. oligarthrus                            | Wenezuela i Brazylia | aguti; prawdopodobnie również inne, drobne gryzonie | puma płowa oraz jaguar amerykański (prawdopodobnie również inne kotowate); eksperymentalnie udało się zainfekować kota domowego |
| E. ortleppi                               | | bydło, bawoły, owce, kozy, świnie, wielbłądowate, zebry, oryks południowy, sambar kropkowany, duk wspaniały i jeżozwierz afrykański | niektóre psowate (pies domowy i szakale) |
| E. shiquicus                              | endemit chińskiej prowincji Qinghai | niektóre szczekuszkowate (np. Ochotona curzoniae). | lis tybetański |
| E. vogeli                                 | Kolumbia, Panama, Surinam, Brazylia, Ekwador, Peru | paka nizinna; eksperymentalnie udało się zainfekować suwaka mongolskiego | pakożer leśny (pies leśny) i pies domowy |

## Objawy i przebieg

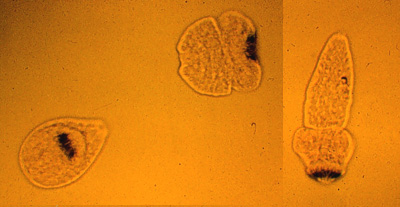
Protoskoleksy bąblowca w płynie z torbieli

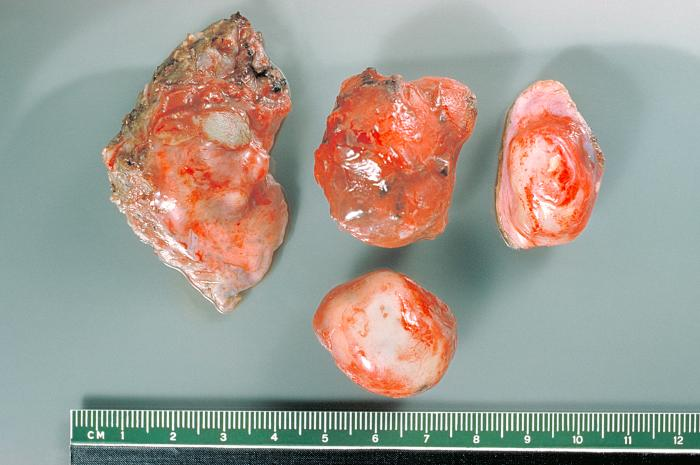
Torbiele bąblowca usunięte chirurgicznie z płuca pacjenta chorego na echinokokozę.

Głównym objawem choroby jest torbiel, jednokomorowa w przypadku E. granulosus i wielokomorowa w przypadku E. multilocularis, najczęściej umiejscowiona w wątrobie (60%), zwłaszcza w prawym płacie (3/4 przypadków); rzadziej w płucach, śledzionie, kościach lub mózgu. Torbiel może osiągać 20 cm (przyrasta około 1 cm na rok), zawiera płyn i otoczona jest dwiema błonami, wewnętrzną rozrodczą i zewnętrzną oskórkową. Odczyn zapalny z czasem powoduje wytworzenie torebki włóknistej (pericysty) wokół torbieli. Torbiel wywołuje objawy uciskowe: może spowodować cholestazę, zastoinowe zapalenie wątroby albo nadciśnienie wrotne. Pęknięcie torbieli i uwolnienie płynu bąblowca do jamy otrzewnej może spowodować rozsiew pasożyta i wstrząs anafilaktyczny. Bąblowica płuc przez ucisk tkanki płucnej powoduje niedodmę, bąblowica kości z czasem prowadzi do zaniku kości z ucisku i złamania. Zajęcie mózgu przebiega z objawami guza mózgu.
Bąblowica postępuje powoli i jest wybitnie przewlekła. Pierwsze objawy kliniczne pojawiają zwykle dopiero się po 5–10 latach (niekiedy nawet dopiero po 15 latach). Ze względu na długi bezobjawowy przebieg choroby, rozpoznanie jest z reguły późne, co utrudnia lub uniemożliwia przeprowadzenie resekcji zajętego fragmentu wątroby.

### Przebieg bąblowicy jednojamowej
Larwa tasiemca osadza się w wątrobie, płucach lub w innym narządzie. Wokół niej wytwarza się torbiel wypełniona płynem. Rośnie powoli, osiągając niekiedy nawet 30 cm średnicy. Zakażony człowiek może przez wiele lat nie wiedzieć, że ma taką torbiel. Dopiero gdy zacznie ona uciskać na inne narządy, pojawiają się mdłości, kłucie w boku, bóle brzucha. Konieczna jest wówczas szybka operacja, pęknięcie torbieli zagraża bowiem życiu (może spowodować wstrząs anafilaktyczny).

### Przebieg bąblowicy wielojamowej
Alweokoza (echinokokoza wielokomorowa, łac. echinococcosis alveolaris) to groźniejsza postać choroby, która charakteryzuje się śmiertelnością wynoszącą 30–80%, zaś jej obraz kliniczny wykazuje cechy nowotworu złośliwego z przerzutami.
W wątrobie nie powstaje torbiel; pasożyt szybko się rozrasta, niszcząc miąższ tego narządu – w efekcie wątroba przypomina dziurawy ser. Bąblowiec wędruje z krwią do płuc, oka, a nawet do mózgu. 90% nieleczonych przypadków kończy się śmiercią. Zastosowanie odpowiedniego leczenia zmniejsza śmiertelność do 10–14%, należy się jednak liczyć z dużym prawdopodobieństwem nawrotu choroby. Ta postać bąblowicy do złudzenia przypomina chorobę nowotworową z przerzutami.

## Epidemiologia
Tasiemiec bąblowcowy w Polsce występuje rzadko (rocznie odnotowuje się poniżej 20 przypadków zakażeń).
Tasiemiec wielojamowy występuje głównie na półkuli północnej. Jego naturalne ogniska epidemiologiczne skorelowane są z zasięgiem występowania jego żywicieli (tj. lisów i gryzoni) i odnotowywane są m.in. w Europie Zachodniej (Szwajcaria, Niemcy, Francja, Belgia, Lichtenstein) i Środkowej (Polska, Czechy, Słowacja), na Syberii, w Japonii oraz Ameryce Północnej (Kanada i północna część USA wraz z Alaską). W Polsce najwyższa chorobowość wśród lisów (około 5%) występuje w północnej oraz północno-wschodniej części kraju. W latach 1990–1999 w Polsce zdiagnozowano łącznie 11 przypadków echinokokozy wielokomorowej (najwięcej w okolicach Pucka, Kętrzyna, Giżycka i Białowieży).
Bąblowica wywoływana przez Echinococcus multilocularis jest znacznie rzadsza; na świecie występują ogniska endemiczne zachorowań: w Szwajcarii, południowych Niemczech, na Syberii, w Japonii i na Alasce. W Europie do końca lat 80. XX wieku znany zasięg występowania E. multilocularis u lisów rudych obejmował wschodnią Francję, południowe Niemcy, zachodnią Austrię, Szwajcarię oraz Turcję. Badania przeprowadzone w ciągu kolejnych lat (1992–2006) wykazały zarażenie lisów w Belgii, Holandii, Polsce, Czechach, Słowacji, Włoszech, Danii, na Węgrzech, Litwie, w Estonii i na Ukrainie. Wyspy Brytyjskie oraz kraje Półwyspu Skandynawskiego są wolne od bąblowca wielojamowego. Stwierdzono go natomiast u lisów polarnych i psów na Spitsbergenie, największej wyspie archipelagu Svalbard (terytorium Norwegii) za kołem polarnym.
W Polsce bąblowicę po raz pierwszy wykryto w 1994 r. u lisów w woj. pomorskim (w okolicach Gdańska). Kolejne badania ujawniły jego powszechne występowanie u lisów w woj.: warmińsko-mazurskim, małopolskim i podkarpackim. W niektórych powiatach województw warmińsko-mazurskiego (Bartoszyce, Kętrzyn, Olecko-Gołdap, Działdowo, Nidzica), podkarpackiego (Sanok, Lesko) i małopolskiego (Nowy Targ) ekstensywność zarażenia osiągała 50–70%. Najniższe wskaźniki zanotowano w zachodnich rejonach Polski. W Polsce corocznie zgłasza się kilkadziesiąt przypadków bąblowicy u ludzi; najwięcej przypadków bąblowicy wielokomorowej u ludzi odnotowano w rejonie Pucka, Kętrzyna, Giżycka i Białowieży.

## Rozpoznanie
Torbiele tasiemca często rozpoznaje się przypadkowo w badaniu RTG albo USG. Charakter torbieli i jej aktualny stan morfologiczny może być określony w USG, tomografii komputerowej lub MRI. Bąblowicę wykrywa się także przy pomocy badań serologicznych krwi lub badań molekularnych (z wątroby chorego pobiera się tkanki i sprawdza, czy jest w nich DNA tasiemca).
Pewne rozpoznanie stawiane jest na podstawie wyniku badania parazytologicznego płynu torbieli, badania histopatologicznego torbieli albo tkanek. Jednoznacznym potwierdzeniem inwazji tasiemcem jest stwierdzenie haczyków, protoskoleksów lub fragmentów pęcherza pasożyta. Materiał do badania parazytologicznego może pochodzić z biopsji lub może być uzyskany śródoperacyjnie.
Podstawą laboratoryjnego rozpoznania echinokokozy są badania serologiczne, jednak stosowane rutynowo testy są mało swoiste. Bardziej swoiste testy znajdują zastosowanie jako testy potwierdzenia; wykorzystuje się np. immunoelektroforezę w żelu agarozowym albo Western blot ze swoistą frakcją antygenową 8 kDa. Pewną wartość ma także natychmiastowy test nadwrażliwości skórnej (z płynem bąblowcowym) według Casoniego. Najnowsze techniki wykorzystują metodę PCR i polimorfizm długości fragmentów restrykcyjnych; pozwalają na zróżnicowanie E. granulosus i E. multilocularis.

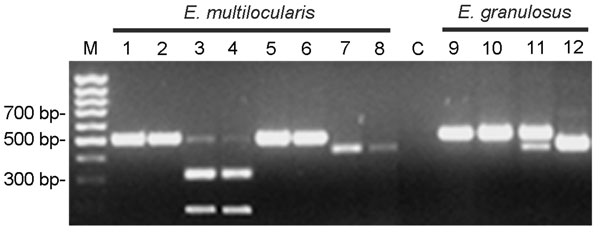
Badanie PCR-RFLP na obecność DNA E. multilocularis (1-8) i E. granulosus (9-12). M – kontrolna drabinka 100 pz; C – kontrola bez DNA. Według: Moks et al., 2005

## Leczenie
Leczenie jest odmienne w przypadku zarażenia Echinococcus granulosus i Echinococcus multilocularis. W pierwszym przypadku, możliwości terapeutyczne obejmują hepatektomię, perycystektomię lub cystektomię, połączone z drenażem torbieli lub nie. Nieoperacyjne przypadki leczy się zachowawczo albendazolem p.o. przez okres 1-3 miesięcy lub nakłuwając torbiel i podając do jej wnętrza środek pasożytobójczy. Jest to tzw. metoda PAIR (ang. puncture-aspiration-injection-reaspiration – nakłucie, aspiracja, wstrzyknięcie, ponowna aspiracja). Metodą gwarantującą pełne wyleczenie jest chirurgiczne wycięcie pasożyta z zaatakowanego narządu. Niekiedy – np. w przypadku uszkodzenia wątroby, która atakowana jest niemal zawsze – konieczny może być przeszczep. W zarażeniu E. multilocularis leczenie polega na rozległej hepatektomii i następczej chemioterapii albendazolem przez przynajmniej 2 lata. W zasadzie preparaty benzimidazolowe powinni zażywać do końca życia, by zapobiec nawrotowi choroby. Leczenie pacjentów z tą postacią choroby powinno być prowadzone w ośrodkach referencyjnych.

## Zapobieganie
Praktyczne zalecenia w celu zapobiegania potencjalnej ekspozycji na zarażenie:
- uniemożliwianie psom łapania gryzoni;
- grodzenie posesji (ogródka, warzywnika) w celu zapobiegania dostępowi lisów i innych dzikich drapieżników;
- niespożywanie owoców leśnych zbieranych z podłoża – jagody, poziomki i borówki należy przed zjedzeniem umyć strumieniem ciepłej, bieżącej wody;
- w czasie pobytu w lesie stały dozór nad dziećmi – pilnowanie, aby nie podnosiły niczego do ust;
- dokładne mycie rąk (także dzieciom) po powrocie z grzybobrania lub wędrówki leśnej;
- z zasady mycie zakupionych lub zebranych owoców i warzyw, zwłaszcza z działek, do których dostęp mogą mieć drapieżniki;
- nieużywanie do mycia owoców i warzyw ani do spożycia wody ze zbiorników dostępnych dla zwierząt;
- regularne odrobaczanie psów i kotów (dotyczy to zwłaszcza zwierząt gospodarskich, hodowanych na wsi).

W uzasadnionych przypadkach powinno się zalecać regularne odrobaczanie psów, przebywających na stałe, czy też czasowo na terenach endemicznych, za pomocą preparatów zawierających prazykwantel.